# Josep Maria Figueres i Artigues
Josep Maria Figueres Artigues (Vilanova i la Geltrú, Garraf, 31 d'octubre de 1950) és un historiador i professor d'història del periodisme català.
Estudia el batxillerat a l'Institut Narcís Oller de Valls on viu fins als 18 anys i el 1994 es doctorà en filosofia i lletres a la UAB. Professor d'història del periodisme a la Universitat Autònoma de Barcelona on exerceix impartint docència des del 1991.
Fou becari de la Fundació Jaume Bofill (1985-1987) on desenvolupà la seva tesi sobre el diari català i investigador del Centre d'Història Contemporània de Catalunya on treballà sobre el periodisme a la Segona República.
Autor d'un centenar llibres sobre periodisme català i història del catalanisme polític i cultural especialitzant-se en la història del periodisme i de la cultura catalana, al qual ha dedicat nombrosos estudis sobre capçaleres diverses La Renaixensa, Cuca Fera, El País, Diari de Barcelona... Va col·laborar en la fundació del diari Avui, on hi va treballar des del 1974 i destaquen també altres col·laboracions sempre en català als diaris La Vanguardia, Tele-eXprés, El Punt, Mundo Diario, Diari d'Andorra i en revistes com Oriflama, Galeria, Canigó, Cultura, Mestral i Claror. Col·laborador habitual de editant també algun facsímil de publicacions com La Pàtria Catalana (la primera revista en català de Valls) i Cuca Fera (premi J. Givanel i Mas de l'Institut d'Estudis Catalans). La tesi doctoral fou sobre el Diari Català, publicada a l'IEC i premi Nicolau d'Olwer. Actualment col·labora regularment a Diari de Girona amb la secció "Les millors obres de les lletres gironines", Capçalera.Ha tingut cura també de l'edició de manuals per a docència i obres de divulgació històrica. Ha organitzat activitats docents a diverses entitats: Col·legi Oficial de Doctors i Llicenciats en Filosofia i Lletres, del qual és membre del Consell Assessor, Societat Catalana d'Estudis Històrics de la qual és membre de la Junta de Govern, UAB...
Ha fundat diverses publicacions a Valls (Conqueridors, 1966), a Sant Cugat del Vallès (Estudi d'Art, Estudis Santcugatencs i Amics de Sant Cugat), a l'UAB (Tarot de Quinze, amb d'altres estudiants), a Barcelona (Gazeta, 1992).
Ha guanyat els premis Xiquet de Valls honorari de l'Ajuntament de Valls (1979), Josep Ametller d'assaig als premis Recull de Blanes (1984) Prat de la Riba (1988 de l'Ajuntament de Castellterçol, Jaume Ciurana (1988, Antoni Bergós (1990) de la Fundació S. Vives, Antoni Rovira i Virgili (1997) de l'Ajuntament de Tarragona, Modest Sabater (2000) de l'Ajuntament de Perpinyà, i finalment, els premis Joan Givanel i Mas (1987), Ramon d'Alós-Moner (1985) i Nicolau d'Olwer (1995), tots tres de l'IEC.
S'ha ocupat de la història del catalanisme polític amb la recuperació dels sumaris de consells de guerra donant a conèixer els dedicats a Prat de la Riba (1902), Manuel Carrasco i Formiguera (1922) i Lluís Companys (1940). Ha divulgat també l'obra de Companys recuperant el consell de guerra, articles i discursos dels anys vint i a la qual ha dedicat cinc llibres. Ha recuperat textos de personatges singulars de la cultura i el periodisme català com Lluís Companys, Lluís Capdevila, Hilari Raguer, Pau Casals i Joan Triadú.
Els seus darrers treballs s'han ocupat de la guerra civil estudiant les confiscacions, el periodisme, els guions de Ràdio Barcelona, el Comissariat de Propaganda… De la guerra civil espanyola ha recopilat cròniques periodístiques a ''Madrid en guerra'' i de Lluís Capdevila, entrevistes a Entrevista a la guerra. De Lluís Companys a Pau Casals. Alguns dels seus estudis s'han recollit al llibre Periodisme en la guerra civil. També ha treballat l'exili i ha efectuat la recopilació Veus de l'exili. 20 testimonis de la diàspora catalana que aplega vint del centenar d'entrevistes fetes a Mèxic, França i Catalunya a exiliats (ed. catalana i ed. mexicana) i fou el programa de ràdio homònim a Catalunya Ràdio de 35 capítols. Altres obres seves són: Història de Catalunya contemporània, Premsa i Nacionalisme, traduït el 2013 al castellà, la coordinació i edició dels col·loquis dedicats a ''En Patufet'', ''Revista de Catalunya'', Cultura i municipi i la coordinació de números monogràfics de publicacions con el volum Reflexions sobre la memòria història del Col·legi Oficial de Doctors i Llicenciats en Filosofia i Lletres i en Ciències de Catalunya, 2007 on hi redactà: «Periodisme i mitjans de comunicació en la recuperació recent de la memòria històrica». Ha tingut cura de la publicació d'actes de congressos i col·loquis, i ha editat llibres col·lectius fruit de cicles de conferències o obres sobre premsa i cultura.
Sobre Lluís Companys ha publicat els seus escrits dels anys vint, de la guerra civil, una antologia general així com els estudis que li ha dedicat en revistes i congressos. El primer fou el sumari i estudi: Consell de guerra contra Lluís Companys (Proa, 1997) i el mateix any En defensa de Catalunya. Antologia política i humana de Lluís Companys. Posteriorment: Lluís Companys. Contra la guerra. Escrits i intervencions contra el conflicte del Marroc (1921-1923), (Institut Català Internacional per la Pau, 2014); Lluís Companys, diputat per Sabadell (Rúbrica, 2003). Dels discursos de guerra en feu un curs a “Els Juliols” (UB) i ha editat un CD amb la veu de Companys (Sàpiens, 2015) editant-los al Memorial Democràtic en un extens volum (Generalitat de Catalunya) el 2020 aplegant parlaments i escrits durant la guerra.
Sobre Valentí Almirall ha redactat la seva biografia publicada per la Generalitat el 1990 i reeditada el 2004, i diverses antologies d'articles i diverses monografies. Destaca, del seu extens treball sobre Almirall, l'edició de les actes del primer congrés catalanista del 1880 publicades per la Generalitat el 1984 i reeditades el 2004 i, molt especialment, l'edició de l'obra completa, editades per l'IEC de la qual han aparegut els dos primers volums.
A més de l'activitat de recerca que publica en revistes i congressos especialitzats manté una acció divulgativa de transferència de coneixement amb la direcció dels cursos d'història de Catalunya a l'associació Accat, de la col·lecció «Memòria del segle XX» de l'editorial Cossetània, coordinador de les Jornades d'Història de la Premsa. Ha estat secretari en dos mandats de la Societat Catalana de Comunicació de la que fou soci fundador, com d'altres associacions d'especialistes com l'Associació d'Historiadors de la Comunicació. Forma part de diversos jurats com els premis de memòria popular de la Roca del Vallès i de periodisme Cristina Requena de Valls. Fou el promotor dels premis Ploma d'Or de la UAB. Ha estat comissari històric d'exposicions: Pau Casals i l'exili, Aurora. Sant Cugat a la II República i la guerra civil, etc. Ha estat traduït a l'espanyol i al francès. Ha impartit cursos i conferències a universitats de França, Itàlia, Canada, Costa Rica, Mèxic, Puerto Rico...
Els seus darrers treballs s'han ocupat de la guerra civil estudiant les confiscacions, el periodisme, els guions de Ràdio Barcelona, el Comissariat de Propaganda, les cròniques de guerra a Madrid en guerra, entrevistes. Alguns dels seus estudis s'han recollit al llibre Periodisme en la guerra civil (PAM, 2010). Sobre l'exili ha tingut cura de la recopilació Veus de l'exili. 20 testimonis de la diàspora catalana que aplega vint del centenar d’entrevistes fetes a Mèxic, França i Catalunya a exiliats (ed. catalana i ed. mexicana) i fou també un programa de ràdio de 35 capítols a la col·lecció «Memòria del segle XX» de l'editorial Cossetània que dirigeix i també la coordinació i edició dels col·loquis dedicats a En Patufet, Revista de Catalunya, La Publicitat, Premsa clandestina... que ha organitzat a l’IEC i a la UAB.
Resideix a Sant Cugat del Vallès.

## Llibres i edició de llibres[3]
- Pau Casals. Música i compromís, 2021.
- La llengua de la llibertat. Articles de Joan Triadú, 2021.
- Homenatge a Pau Casals, 2020.
- Discursos de guerra de Lluís Companys, 2020.
- Resistència: la premsa en català, censura i repressió, 2019.
- La independència ja ha començat d’Hilari Raguer, 2019.
- Diari Català. 1879-1881. El primer diari en llengua catalana, 2017.
- Pau Casals. Une vie, une oeuvre au service de la paix, 2016.
- Periodistes indòmits. Guerra i exili, 2016.
- Lluís Companys. De la revolució social al nacionalisme, 2015.
- Petita història de l'Assemblea Nacional Catalana (ANC), 2015.
- Lluís Companys. Contra la guerra. Escrits i intervencions contra el conflicte del Marroc (1921-1923), (Institut Català Internacional per la Pau, 2014).
- La Veu de Catalunya (1899-1937), 2014.
- Vila-sacra (amb Kima Moret), 2013.
- Obra completa de Valentí Almirall. Vol. II, 2013.
- El periodismo catalán. Prensa e identitad, Un siglo de historia (1879-1984) 2012.
- Les cròniques de guerra de Lluís Capdevila, 2011
- Pau Casals. Escrits i discursos; Pau, pau i sempre pau, 2010.
- Periodisme en la guerra civil espanyola(1936-1939), 2010.
- Cròniques de guerra de Lluís Capdevila (1936-1938), 2010.
- Actas de Cataluña en México, Ciudad de México, Instituto Nacional de Antropología e Historia, Ciudad de México, 2010. (en co-dir. con J. M. Murià).
- Actas de les III Jornades d'història de la premsa, Barcelona, Generalitat de Catalunya Arxivat 2013-09-27 a Wayback Machine.. Generalitat de Catalunya.
- Obra completa de Valentí Almirall, 2009, 2 vols. IEC.
- Poder polític i resistència periodística, 2009
- 100 figures que fan nació, 2009
- Voces del exilio, 2009
- Veus de l'exili. 20 testimonis de la diàspora catalana, 2007.
- Entrevista a la guerra. 100 converses. De Lluís Companys a Pau Casals, 2007.
- Cultura i municipi. Polítiques culturals municipals a Catalunya, 2007
- Madrid en guerra. Crónica de la batalla de Madrid, 2004 i 2ª ed. 2006.
- Grans moments de la història de Catalunya, 2006
- El primer Congrés Catalanista i Valentí Almirall, 1985 i 2ª ed. 2004.
- Valentí Almirall, forjador del catalanisme polític, 2004.
- Dies i nits dins la tempesta. Memòries d’un deportat a Dachau. Vicenç Henric 2004.
- Col·loqui Occitano Català d’Història Contemporània, 2004.
- Col·loqui d’Història Medieval Occitano Català, 2004.
- Catalunya i els tractats internacionals, 2004.
- Lluís Companys, diputat per Sabadell, 2003.
- Història contemporània de Catalunya, 2003.
- Premsa i nacionalisme. El periodisme en la reconstrucció de la identitat catalana, 2002.
- Història. Batxillerat. Crèdits 1, 2, 3, 2001.
- Història. Batxillerat. Quadern d’activitats, 2001.
- Història. Batxillerat. Guia didàctica, 2001.
- Papers de Salamanca. De botí de guerra a problema de la democràcia, 2000.
- Diari de presó de Manuel Carrasco i Formiguera, 1999.
- El primer diari en llengua catalana. Diari Català (1879-1881), 1999, premi Nicolau d'Olwer.
- El consell de guerra a Lluís Companys, 1997.
- Guia bibliogràfica d’història de les Illes Balears i de les Pitiüses, 1997.
- En defensa de Catalunya. Antologia política i humana del president Ll. Companys, 1997.
- Història de l'anticatalanisme: el diari ABC i els seus homes, 1997.
- 12 treballs d’història de la premsa al Vallès Occidental, 1997.
- Procés militar a prat de la Riba. les actes del Consell de guerra de 1902, 1996.
- Els papers de Salamanca. Història d’un botí de guerra (Amb J. Ferrer i J. M. Sans Travé), 1996.
- Materials d’història de la premsa a Catalunya, 1995.
- 12 periodistes dels anys trenta, 1994.
- Breu història de la premsa a Catalunya, 1994.
- Guia bibliogràfica d'Història de Catalunya, 1993.
- Les decapitacions de Pere Quart, 1993.
- Diari de Barcelona (1792-1992. Dos segles de premsa, 1992.
- Les Bases de Manresa ai el futur de Catalunya. Respostes d’historiadors, 1992.
- Valentí Almirall, forjador del catalanisme polític, 1990 i 2ª. 2004.
- El primer Congrés Catalanista i Valentí Almirall, 1985 i 1990.
- Informe sobre les perspectives de la premsa en català d’abast general a Catalunya, 1990.
- La premsa catalana: apreciació històrica, 1989.
- Valentí Almirall, 1988.
- Cuca Fera. La revista, els seus homes, 1987
- El País a Catalunya, 1986.
- Cultura i societat de Valentí Almirall, 1985.
- Enric Prat de la Riba, 1985.
- Articles polítics, de Valentí Almirall, 1984.
- La premsa a Sant Cugat del Vallès, 1984.
- La Renaixensa, diari de Catalunya (1881-1905), 1981.
- Antologia da poesia visual europeia (Amb M. de Seabra), 1977.